# 小行星43955
小行星43955（43955 Fixlmüller）是一颗绕太阳运转的小行星，为主小行星带小行星。该小行星于1997年2月6日发现。
該小行星以奧地利天文學家普拉西杜斯·菲斯密爾納命名。

## 轨道参数
小行星43955的轨道半长轴为2.3663919 UA，离心率为0.04。